# Motor Scout

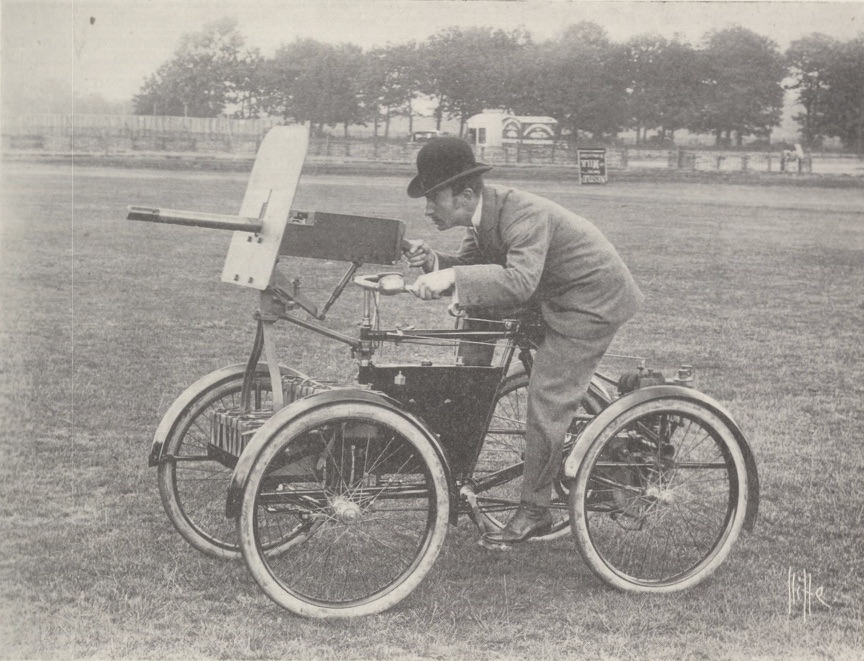
Motor Scout w 1899

Motor Scout – pierwszy na świecie uzbrojony pojazd o napędzie spalinowym.  Zbudowany został przez brytyjskiego inżyniera i pioniera motoryzacji Fredericka Simmsa.  Simms zakupił napędzany silnikiem spalinowym kwadrycykl firmy De-Bion-Bouton, umieścił na kierownicy pojazdu karabin maszynowy wraz z tarczą ochronną.